# ʻUalapuʻe
ʻUalapuʻe est une census-designated place de l'État d'Hawaï dans le comté de Maui, aux États-Unis, située sur l'île de Molokai. Sa population s’élevait à 425 habitants lors du recensement de 2010.

## Démographie
| Groupe            | ʻUalapuʻe | Hawaï | États-Unis |
| ----------------- | --------- | ----- | ---------- |
| Métis             | 47,8      | 23,6  | 2,9        |
| Océaniens         | 26,8      | 10,0  | 0,2        |
| Blancs            | 20,9      | 24,7  | 72,4       |
| Asiatiques        | 3,3       | 38,6  | 4,8        |
| Autres            | 1,2       | 2,9   | 18,8       |
| Amérindiens       | 0,9       | 0,3   | 0,9        |
| Total             | 100       | 100   | 100        |
|                   |           |       |            |
| Latino-Américains | 8,5       | 8,9   | 16,7       |

Selon l'American Community Survey, pour la période 2011-2015, 83,84 % de la population âgée de plus de 5 ans déclare parler l'anglais à la maison, 15,28 % déclare parler une langue polynésienne et 0,89 % le japonais.
| 2000 | 2010 | - | - | - | - |
| ---- | ---- | - | - | - | - |
| 234  | 425  | - | - | - | - |